# ۳٬۵-دی‌نیتروبنزوئیک اسید
۳،۵-دی‌نیتروبنزوئیک اسید (به انگلیسی: 3,5-Dinitrobenzoic acid) با فرمول شیمیایی C۷H۴O۶N۲ یک ترکیب شیمیایی است. که جرم مولی آن ۲۱۲٫۱۱۸ g/mol می‌باشد. شکل ظاهری این ترکیب، بلورهای بی‌رنگ یا زرد است.